# Biswān
Biswān är en ort i Indien.   Den ligger i distriktet Sītāpur och delstaten Uttar Pradesh, i den norra delen av landet, 400 km öster om huvudstaden New Delhi. Biswān ligger 136 meter över havet och antalet invånare är 52 516.
Terrängen runt Biswān är mycket platt. Runt Biswān är det tätbefolkat, med 613 invånare per kvadratkilometer. Det finns inga andra samhällen i närheten. Trakten runt Biswān består till största delen av jordbruksmark.